# Majority Rule
A Majority Rule washingtoni trió 1996-ban kezdte meg működését.
A zenekar 2017-ben és 2019-ben is turnézott a Pg. 99 társaságában, de új dalokat nem adtak ki.

## Tagok
- Kevin Lamiell – basszusgitár, vokál
- Matt Michel – gitár, vokál
- Pat Broderick – dobok

## Diszkográfia
Stúdióalbumok
- "Half The Battle" CSS 1996 (saját kiadás)
- "Interviews With David Frost" CD/LP 2001/2002 (magic bullet)
- "Emergency Numbers" CD/LP 2002 (magic bullet)

Egyéb kiadványok
- "Partners in Profit" (split w/ Positive State) 7" 1997 (submit records)
- "4 Song Tape" CSS 1997 (saját kiadás)
- "split w/ Turbine" 7" 1998 (submit records)
- "I Need No More" 7" 1999 (submit records)
- "split w/ The Blackout Terror" 7" 1999
- "3 Song Demo" CDEP 2000 (saját kiadás)
- "split w/ Pg.99" CD/LP 2002 (magic bullet)